# Pink Floyds diskografi
Det engelske rock band Pink Floyds diskografi består af 15 studiealbum (hvoraf det ene er en blanding af live og studie), 3 livealbum (hvis man udelader det blandede album), 6 opsamlingsalbum, 3 box-pakker, 1 ep, 26 singler, 10 musikvideoer og 4 DVD’er.

## Studiealbum
| Titel                                                                                        | Albumdetaljer                                                                                 | Højeste hitlisteplaceringer | Højeste hitlisteplaceringer | Højeste hitlisteplaceringer | Højeste hitlisteplaceringer | Højeste hitlisteplaceringer | Højeste hitlisteplaceringer | Højeste hitlisteplaceringer | Højeste hitlisteplaceringer | Højeste hitlisteplaceringer | Højeste hitlisteplaceringer | Salg                             | Certificeringer |
| Titel                                                                                        | Albumdetaljer                                                                                 | UK                          | AUS                         | ØST                         | CAN                         | FRA                         | TYS                         | NL                          | NZ                          | CH                          | US                          | Salg                             | Certificeringer |
| -------------------------------------------------------------------------------------------- | --------------------------------------------------------------------------------------------- | --------------------------- | --------------------------- | --------------------------- | --------------------------- | --------------------------- | --------------------------- | --------------------------- | --------------------------- | --------------------------- | --------------------------- | -------------------------------- | --- |
| The Piper at the Gates of Dawn                                                               | - Udsendt: 4. august 1967 (UK) - Pladeselskab: Columbia - Formater: CD, LP, CS, DL            | 6                           | —                           | —                           | —                           | 15                          | 48                          | 46                          | —                           | 87                          | 131                         |                                  | - BPI: Guld |
| A Saucerful of Secrets                                                                       | - Udsendt: 28. juni 1968 (UK) - Pladeselskab: Columbia - Formater: CD, LP, CS, DL             | 9                           | —                           | —                           | —                           | 10                          | 57                          | —                           | —                           | —                           | —                           |                                  | - BPI: Sølv |
| More                                                                                         | - Udsendt: 13. juni 1969 (UK) - Pladeselskab: Harvest, Columbia - Formater: CD, LP, CS, DL    | 9                           | —                           | —                           | —                           | 2                           | 74                          | 14                          | —                           | —                           | 153                         |                                  | - SNEP: Guld |
| Ummagumma                                                                                    | - Udsendt: 7. november 1969 (UK) - Pladeselskab: Harvest, Columbia - Formater: CD, LP, CS, DL | 5                           | —                           | —                           | 78                          | 10                          | 25                          | 5                           | —                           | —                           | 74                          |                                  | - BPI: Sølv - BVMI: Guld - RIAA: Platin - SNEP: Guld |
| Atom Heart Mother                                                                            | - Udsendt: 2. oktober 1970 (UK) - Pladseselskab: Harvest, EMI - Formater: CD, LP, CS, DL      | 1                           | 30                          | —                           | 39                          | 4                           | 8                           | 5                           | —                           | 81                          | 55                          | - FRA: 317.083                   | - BPI: Guld - BVMI: Guld - IFPI ØST: Guld - RIAA: Guld - SNEP: Guld                                                                                             |
| Meddle                                                                                       | - Udsendt: 5. november 1971 (UK) - Pladeselskab: Harvest, EMI - Formater: CD, LP, CS, DL      | 3                           | 24                          | 69                          | 51                          | 7                           | 11                          | 2                           | —                           | 76                          | 70                          | - FRA: 550.000                   | - BPI: Guld - BVMI: Guld - RIAA: 2× platin - SNEP: 2× guld |
| Obscured by Clouds                                                                           | - Udsendt: 2. juni 1972 (UK) - Pladeselskab: Harvest, EMI - Formater: CD, LP, CS, DL          | 6                           | 44                          | —                           | 32                          | 1                           | 19                          | 3                           | —                           | —                           | 46                          |                                  | - BPI: Sølv - RIAA: Guld |
| The Dark Side of the Moon                                                                    | - Udsendt: 16. marts 1973 (UK) - Pladeselskab: Harvest, EMI - Formater: CD, LP, CS, DL        | 2                           | 2                           | 1                           | 1                           | 1                           | 3                           | 2                           | 1                           | 8                           | 1                           | - UK: 4.114.000 - FRA: 2.555.400 | - BPI: 14× platin - ARIA: 14× platin - BVMI: 5× platin - IFPI ØST: 4× platin - MC: 2× diamant - RIAA: Diamant (15× platin) - RMNZ: 19× platin - SNEP: 4× platin |
| Wish You Were Here                                                                           | - Udsendt: 12. september 1975 (UK) - Pladeselskab: Harvest, EMI - Formater: CD, LP, CS, DL    | 1                           | 1                           | 2                           | 14                          | 1                           | 4                           | 1                           | 1                           | 15                          | 1                           | - FRA: 1.359.900                 | - BPI: 2× platin - ARIA: 7× platin - BVMI: 2x platin - IFPI ØST: 2× platin - MC: 3× platin - RIAA: 6× platin - RMNZ: 4× platin - SNEP: Diamant                  |
| Animals                                                                                      | - Udsendt: 21. januar 1977 (UK) - Pladeselskab: Harvest, EMI - Formater: CD, LP, CS, DL       | 2                           | 3                           | 2                           | 12                          | 1                           | 1                           | 1                           | 1                           | 71                          | 3                           | - FRA: 500.000                   | - BPI: Guld - BVMI: Platin - IFPI ØST: Guld - MC: 2× platin - RIAA: 4× platin - SNEP: Platin                                                                    |
| The Wall                                                                                     | - Udsendt: 30. november 1979 (UK) - Pladeselskab: Harvest, EMI - Formater: CD, LP, CS, DL     | 3                           | 1                           | 1                           | 1                           | 1                           | 1                           | 1                           | 1                           | 8                           | 1                           | - FRA: 1.340.100                 | - BPI: 2× platin - ARIA: 11× platin - BVMI: 7× platin - IFPI CH: 3× platin - MC: 2× diamant - RIAA: Diamant (23× platin) - RMNZ: 14× platin - SNEP: Diamant     |
| The Final Cut                                                                                | - Udsendt: 21. marts 1983 (UK) - Pladselskab: Harvest, EMI - Formater: CD, LP, CS, DL         | 1                           | 3                           | 3                           | 2                           | 1                           | 1                           | 2                           | 1                           | 82                          | 6                           |                                  | - BPI: Guld - BVMI: Guld - IFPI ØST: Guld - RIAA: 2× platin - SNEP: Guld                                                                                        |
| A Momentary Lapse of Reason                                                                  | - Udsendt: 7. september 1987 (UK) - Pladeselskab: EMI, Columbia - Formater: CD, LP, CS, DL    | 3                           | 2                           | 3                           | 5                           | 4                           | 2                           | 2                           | 1                           | 2                           | 3                           | - FRA: 465.700                   | - BPI: Guld - BVMI: Guld - IFPI ØST: Guld - IFPI CH: 2× platin - MC: 3× platin - RIAA: 4× platin - SNEP: Platin                                                 |
| The Division Bell                                                                            | - Udsendt: 28. marts 1994 (UK) - Pladeselskab: EMI, Columbia - Formater: CD, LP, CS, DL       | 1                           | 1                           | 1                           | 1                           | 1                           | 1                           | 1                           | 1                           | 1                           | 1                           | - FRA: 878.500                   | - BPI: 2× platin - ABPD: Platin - ARIA: Platin - BVMI: 3× guld - IFPI ØST: Platin - IFPI CH: 2× platin - MC: 4× platin - RIAA: 3× platin - SNEP: 2× platin      |
| The Endless River                                                                            | - Udsendt: 10. november 2014 (UK) - Pladeselskab: Parlophone, Columbia - Formater: CD, LP, DL | 1                           | 3                           | 1                           | 1                           | 1                           | 1                           | 1                           | 1                           | 1                           | 3                           | - Verden: 2.500.000              | - BPI: Platin - ARIA: Platin - ABPD: Platin - BVMI: Platin - IFPI ØST: Guld - IFPI CH: Guld - MC: Platin - RIAA: Guld - RMNZ: Platin - SNEP: Platin             |
| "—" betyder, at en indspilning ikke kom på hitlisten eller ikke blev udsendt i dette område. |                                                                                               |                             |                             |                             |                             |                             |                             |                             |                             |                             |                             |                                  | |

## Studio-optagelse
Nummere i kursiv tekst er også udgivet på Kompilationalbumet "Echoes: The Very Best Of Pink Floyd".
| Nummer                                                                                      | Skrevet af*        | Album                                   | År   | Tid   |
| ------------------------------------------------------------------------------------------- | ------------------ | --------------------------------------- | ---- | ----- |
| A Great Day For Freedom                                                                     | DG, PS             | The Division Bell                       | 1994 | 04:18 |
| A New Machine (Part 1)                                                                      | DG                 | A Momentary Lapse Of Reason             | 1987 | 01:46 |
| A New Machine (Part 2)                                                                      | DG                 | A Momentary Lapse Of Reason             | 1987 | 00:38 |
| A Pillow Of Winds                                                                           | DG, Wa             | Meddle                                  | 1971 | 05:11 |
| A Saucerful Of Secrets                                                                      | DG, NM, Wa, Wr     | A Saucerful Of Secrets                  | 1968 | 11:59 |
| A Spanish Piece                                                                             | DG, NM, Wa, Wr     | More                                    | 1969 | 01:05 |
| Absolutely Curtains                                                                         | DG, NM, Wa, Wr     | Obscured by Clouds                      | 1972 | 05:52 |
| Alan's Psychedelic Breakfast                                                                | DG, NM, Wa, Wr     | Atom Heart Mother                       | 1970 | 13:01 |
| Another Brick In The Wall (Part 1)                                                          | Wa                 | The Wall                                | 1979 | 03:31 |
| Another Brick In The Wall (Part 2)                                                          | Wa                 | The Wall                                | 1979 | 03:59 |
| Another Brick In The Wall (Part 3)                                                          | Wa                 | The Wall                                | 1979 | 01:48 |
| Any Colour You Like                                                                         | DG, NM, Wr         | The Dark Side Of The Moon               | 1973 | 03:25 |
| Apples And Oranges                                                                          | SB                 | Early Singles                           | 1992 | 03:01 |
| Arnold Layne                                                                                | SB                 | Relics**                                | 1973 | 02:51 |
| Astronomy Domine                                                                            | SB                 | The Piper At The Gates Of Dawn          | 1967 | 04:12 |
| Atom Heart Mother                                                                           | DG, NM, Wa, Wr, RG | Atom Heart Mother                       | 1970 | 23:39 |
| Biding My Time                                                                              | Wa                 | Relics**                                | 1973 | 05:18 |
| Bike                                                                                        | SB                 | The Piper At The Gates Of Dawn          | 1967 | 03:21 |
| Brain Damage                                                                                | Wa                 | The Dark Side Of The Moon               | 1973 | 03:50 |
| Breathe In The Air                                                                          | Wa                 | The Dark Side Of The Moon               | 1973 | 03:57 |
| Burning Bridges                                                                             | Wa, Wr             | Obscured by Clouds                      | 1972 | 03:29 |
| Candy And A Currant Bun                                                                     | SB                 | Early Singles**                         | 1992 | 02:47 |
| Careful With That Axe, Eugene                                                               | DG, NM, Wa, Wr     | Relics**                                | 1973 | 05:45 |
| Chapter 24                                                                                  | SB                 | The Piper At The Gates Of Dawn          | 1967 | 03:42 |
| Childhood's End                                                                             | DG                 | Obscured by Clouds                      | 1972 | 04:31 |
| Cirrus Minor                                                                                | Wa                 | More                                    | 1969 | 05:18 |
| Cluster One                                                                                 | DG, Wr             | The Division Bell                       | 1994 | 05:58 |
| Come In Number 51, Your Time Is Up                                                          | DG, NM, Wa, Wr     | Zabriskie Point                         | 1970 | 05:01 |
| Comfortably Numb                                                                            | DG, Wa             | The Wall                                | 1979 | 06:24 |
| Coming Back To Life                                                                         | DG                 | The Division Bell                       | 1994 | 06:19 |
| Corporal Clegg                                                                              | Wa                 | A Saucerful Of Secrets                  | 1968 | 04:13 |
| Crumbling Land                                                                              | DG, NM, Wa, Wr     | Zabriskie Point                         | 1970 | 04:13 |
| Crying Song                                                                                 | Wa                 | More                                    | 1969 | 03:33 |
| Cymbaline                                                                                   | Wa                 | More                                    | 1969 | 04:50 |
| Dogs                                                                                        | DG, Wa             | Animals                                 | 1977 | 17:04 |
| Dogs of War, The                                                                            | DG                 | A Momentary Lapse of Reason             | 1986 | 06:05 |
| Don't Leave Me Now                                                                          | Wa                 | The Wall                                | 1979 | 04:16 |
| Dramatic Theme                                                                              | Wa, Wr             | More                                    | 1969 | 02:15 |
| Echoes                                                                                      | DG, NM, Wa, Wr     | Meddle                                  | 1971 | 23:31 |
| Eclipse                                                                                     | Wa                 | The Dark Side Of The Moon               | 1973 | 02:06 |
| Embryo                                                                                      | Wa                 | Works                                   | 1968 | 04:39 |
| Empty Spaces                                                                                | Wa                 | The Wall                                | 1979 | 02:10 |
| Fat Old Sun                                                                                 | DG                 | Atom Heart Mother                       | 1970 | 05:24 |
| Fearless                                                                                    | DG, Wa             | Meddle                                  | 1971 | 06:08 |
| Flaming                                                                                     | SB                 | The Piper At The Gates Of Dawn          | 1967 | 02:46 |
| Free Four                                                                                   | Wa                 | Obscured by Clouds                      | 1972 | 04:52 |
| Get You Filthy Hands Of My Desert                                                           | Wa                 | The Final Cut                           | 1983 | 01:19 |
| Goodbye Blue Sky                                                                            | Wa                 | The Wall                                | 1979 | 02:45 |
| Goodbye Cruel World                                                                         | Wa                 | The Wall                                | 1979 | 00:48 |
| Grantchester Meadows                                                                        | Wa                 | Ummagumma                               | 1969 | 07:26 |
| Green Is The Colour                                                                         | Wa                 | More                                    | 1969 | 02:58 |
| Have A Cigar                                                                                | Wa                 | Wish You Were Here                      | 1975 | 05:08 |
| Heart Beat, Pig Meat                                                                        | DG, NM, Wa, Wr     | Zabriskie Point                         | 1970 | 03:11 |
| Hey You                                                                                     | Wa                 | The Wall                                | 1979 | 04:40 |
| Hey, Hey, Rise Up! (med Andriy Khlyvnyuk)                                                   | DG, AK, SC         | N/A                                     | 2022 | 03:26 |
| High Hopes                                                                                  | DG, PS             | The Division Bell                       | 1994 | 08:32 |
| Hollywood                                                                                   | DG                 | N/A**                                   | N/A  | 00:38 |
| Ibiza Bar                                                                                   | DG, NM, Wa, Wr     | More                                    | 1969 | 03:19 |
| If                                                                                          | Wa                 | Atom Heart Mother                       | 1970 | 04:31 |
| In The Flesh?                                                                               | Wa                 | The Wall                                | 1979 | 03:16 |
| In The Flesh                                                                                | Wa                 | The Wall                                | 1979 | 04:13 |
| Interstellar Overdrive                                                                      | SB, NM, Wa, Wr     | The Piper At The Gates Of Dawn          | 1967 | 09:41 |
| Is There Anybody Out There?                                                                 | Wa                 | The Wall                                | 1979 | 02:44 |
| It Would Be So Nice                                                                         | Wr                 | Early Singles**                         | 1992 | 03:46 |
| Jugband Blues                                                                               | SB                 | A Saucerful Of Secrets                  | 1968 | 03:00 |
| Julia Dream                                                                                 | Wa                 | Relics**                                | 1973 | 02:37 |
| Keep Talking                                                                                | DG, RW, PS         | The Division Bell                       | 1994 | 06:11 |
| Learning To Fly                                                                             | DG, JC, BE, AM     | A Momentary Lapse Of Reason             | 1987 | 04:53 |
| Let There Be More Light                                                                     | Wa                 | A Saucerful Of Secrets                  | 1968 | 05:38 |
| Love Scene (Version 4)                                                                      | DG, NM, Wa, Wr     | Zabriskie Point (Extended 1997 Release) | 1997 | 06:45 |
| Love Scene (Version 6)                                                                      | DG, NM, Wa, Wr     | Zabriskie Point (Extended 1997 Release) | 1997 | 07:26 |
| Lucifer Sam                                                                                 | SB                 | The Piper At The Gates Of Dawn          | 1967 | 03:07 |
| Lucy Leave                                                                                  | SB                 | N/A                                     | N/A  | 02:53 |
| Main Theme                                                                                  | DG, Wa, Wr         | More                                    | 1969 | 05:28 |
| Marooned                                                                                    | DG                 | The Division Bell                       | 1994 | 05:29 |
| Matilda Mother                                                                              | SB                 | The Piper At The Gates Of Dawn          | 1967 | 03:08 |
| Money                                                                                       | Wa                 | The Dark Side Of The Moon               | 1973 | 06:24 |
| More Blues                                                                                  | DG, NM, Wa, Wr     | More                                    | 1969 | 02:12 |
| Mother                                                                                      | Wa                 | The Wall                                | 1979 | 05:32 |
| Mudmen                                                                                      | DG, Wr             | Obscured by Clouds                      | 1972 | 04:20 |
| Nobody Home                                                                                 | Wa                 | The Wall                                | 1979 | 03:26 |
| Not Now John                                                                                | Wa                 | The Final Cut                           | 1983 | 05:01 |
| Obscured by Clouds                                                                          | DG, Wa             | Obscured by Clouds                      | 1972 | 03:03 |
| On The Run                                                                                  | DG, Wa             | The Dark Side Of The Moon               | 1973 | 03:35 |
| On The Turning Away                                                                         | DG, AM             | A Momentary Lapse Of Reason             | 1987 | 05:42 |
| One Of My Turns                                                                             | Wa                 | The Wall                                | 1979 | 03:35 |
| One Of The Few                                                                              | Wa                 | The Wall                                | 1979 | 01:23 |
| One Of These Days                                                                           | DG, NM, Wa, Wr     | Meddle                                  | 1971 | 05:57 |
| One Slip                                                                                    | DG, PM             | A Momentary Lapse Of Reason             | 1987 | 05:10 |
| Outside The Wall                                                                            | Wa                 | The Wall                                | 1979 | 01:41 |
| Paintbox                                                                                    | Wr                 | Relics**                                | 1973 | 03:33 |
| Paranoid Eyes                                                                               | Wa                 | The Final Cut                           | 1983 | 03:40 |
| Party Sequence                                                                              | DG, NM, Wa, Wr     | More                                    | 1969 | 01:07 |
| Pigs (Three Different Ones)                                                                 | Wa                 | Animals                                 | 1977 | 11:22 |
| Pigs On The Wing (Part 1)                                                                   | Wa                 | Animals                                 | 1977 | 01:25 |
| Pigs On The Wing (Part 2)                                                                   | Wa                 | Animals                                 | 1977 | 01:25 |
| Point Me At The Sky                                                                         | DG, Wa             | Early Singles**                         | 1992 | 03:35 |
| Poles Apart                                                                                 | DG, Wr, NL, PS     | The Division Bell                       | 1994 | 07:04 |
| Pow R. Toc H.                                                                               | SB, NM, Wa, Wr     | The Piper At The Gates Of Dawn          | 1967 | 04:26 |
| Quicksilver                                                                                 | DG, NM, Wa, Wr     | More                                    | 1969 | 07:13 |
| Rain In The Country                                                                         | DG, NM, Wa, Wr     | Zabriskie Point (Extended 1997 Release) | 1997 | 06:01 |
| Remember A Day                                                                              | Wr                 | A Saucerful Of Secrets                  | 1968 | 04:33 |
| Run Like Hell                                                                               | DG, Wa             | The Wall                                | 1979 | 04:19 |
| San Tropez                                                                                  | Wa                 | Meddle                                  | 1971 | 03:43 |
| Scarecrow                                                                                   | SB                 | The Piper At The Gates Of Dawn          | 1967 | 02:11 |
| Scream Thy Last Scream                                                                      | SB                 | N/A**                                   | N/A  | 04:30 |
| Seabirds                                                                                    | Wa                 | N/A**                                   | N/A  | 03:50 |
| Seamus                                                                                      | DG, NM, Wa, Wr     | Meddle                                  | 1971 | 02:15 |
| See Emily Play                                                                              | SB                 | Relics**                                | 1973 | 02:53 |
| See-Saw                                                                                     | Wr                 | A Saucerful Of Secrets                  | 1968 | 04:36 |
| Set the controls for the heart of the sun                                                   | Wa                 | A Saucerful Of Secrets                  | 1968 | 05:28 |
| Several Species of Small Furry Animals Gathered Together in a Cave and Grooving with a Pict | Wa                 | Ummagumma                               | 1969 | 04:59 |
| Sheep                                                                                       | Wa                 | Animals                                 | 1977 | 10:24 |
| Shine On You Crazy Diamond - Part I-V***                                                    | DG, Wa, Wr         | Wish You Were Here                      | 1975 | 13:34 |
| Shine On You Crazy Diamond - Part VI-IX***                                                  | DG, Wa, Wr         | Wish You Were Here                      | 1975 | 12:31 |
| Summer '68                                                                                  | Wr                 | Atom Heart Mother                       | 1970 | 05:29 |

## Medlemmer og medvirkende musikere
| - SB = Syd Barret - guitar, sang (1964-1968) - DG = David Gilmour - Guitar, sang (1968-) - NM = Nick Mason - Trommer (1964-) - Wa = Roger Waters - Bas, sang (1964-1985, 2005) - Wr = Rick Wright - Keyboard (1964-1979, 1987-2008) - JC = Jon Carin - keyboards (1987-1994), (2005) - SN = Snowy White - Guitar, Bass (1977-1981) - BE = Bob Ezrin - RG = Ron Geesin - NL = Nick Laird-Clowes - PL = Pat Leonard - AM = Anthony Moore - PM = Phil Manzanera - PS = Polly Samson - AK = Andriy Khlyvnyuk - SC = Stepan Charnetskii | - Bob Klose - guitar, sang (1964-1965) - Sam Brown - sang - Claudia Fontaine - sang - Durga McBroom - sang - Dick Parry - saxofon (1973), (1994), (2005) - Guy Pratt - El-bas (1987 - 1994) - Tim Renwick - Guitar (1987 - 1994), (2005) - Gary Walls - percussion (1987 - 1994) - Michael Kamen - dirigent og klaver - Bob Ezrin - producer og keyboard |

## Numre ikke udgivet på album
Nogle numre er aldrig udgivet på et studioalbum, men på single eller kompilation-CD:
- "Apples And Oranges" – 1967 – Single.
- "Arnold Layne" – 1967 – Single.
- "Biding My Time" – 1969 – kompilation-album Relics.
- "Candy And A Currant Bun" – 1967 – Single: B-side af "Arnold Layne" -Single
- "Careful With That Axe, Eugene": – 1968 – Single: B-side af "Point Me At The Sky"
- "Hey, Hey, Rise Up!" (med Andriy Khlyvnyuk): – 2022 Single.
- "Hollywood": Optaget for filmen More, men blev aldrig tilføjet til soundtrack-albummet af samme navn. Nummeret er på kompilation-CD'en A Tree Full Of Secrets.
- "Julia Dream" – 1968 – Single: B-side af "It Would Be So Nice".
- "Paintbox": – 1967 – Single: B-side af "Apples And Oranges" single.
- "Point Me At The Sky" – 1968 – Single
- "Scream Thy Last Scream" – 1967 – den er på kompilation-CD-en A Tree Full Of Secrets.
- "Seabirds": Optaget for filmen More, men blev aldrig tilføjet til soundtrack-albummet af samme navn. Nummeret er på kompilation-CD'en A Tree Full Of Secrets.
- "See Emily Play": – 1967 Single.